# Pedro Du Bois
Pedro Quadros Du Bois, ou simplesmente Pedro Du Bois, (Passo Fundo, RS, 1947-2021) foi poeta e contista brasileiro. Residia em Balneário Camboriú, SC.

## Biografia
Bastante referenciado na mídia especializada, foi o vencedor do Prêmio Literário Livraria Asabeça, categoria poesia, pelo livro Os objetos e as coisas(Editora Scortecci, São Paulo, 2005);
Também se classificou no 13° Prêmio Poemas no Ônibus (2005), da Prefeitura Municipal de Porto Alegre, com Posse. 
Foi editor-autor com diversas obras registradas e depositadas junto à Biblioteca Nacional, membro da Academia Itapemense de Letras e do Clube dos Escritores Piracicaba; participante do Projeto Passo Fundo, através do qual editou Brevidades, Via Rápida e Iguais, poemas, além de Em Contos.
blog: pedrodubois.blogspot.com.br